# Mogger
Mogger ist ein Ortsteil der Gemeinde Föritztal im Landkreis Sonneberg in Thüringen.

## Lage
Mogger liegt mit seiner Gemarkung in der Südspitze der Oberlinder Ebene unmittelbar an der Landesgrenze zu Bayern. Verkehrsmäßig ist das Dorf von der Kreisstraße 27 erfasst.

## Geschichte
Am 4. Juli 1225 wurde das Dorf erstmals urkundlich genannt.
Die Gemeinde geht aber von 1317 mit der Ersterwähnung als „Mocher“, nach dem slawischen Wort Mokra= nass oder feucht, aus. Früher gab es zwei Güter und das Dorf unterstand mehreren Obrigkeiten im Laufe der Zeit. Handwerker, Korbflechter und Bauern ernährten sich auf der Scholle und im Ort. Am 1. Juli 1950 wurde das Dorf nach Mupperg eingemeindet und ging 1994 in Föritz auf. Föritz schloss sich am 6. Juli 2018 mit weiteren Gemeinden zur neuen Gemeinde Föritztal zusammen.

## Dialekt
In Mogger wird Itzgründisch, ein mainfränkischer Dialekt, gesprochen.